# Markus Ryffel
Markus Ryffel, né le 5 février 1955 à Berne, est un ancien athlète suisse.
Il a remporté la médaille d'argent sur 5 000 m avec un temps de 13 min 07 s 54 aux Jeux olympiques d'été de 1984 à Los Angeles. Quatre ans auparavant, aux Jeux olympiques de Moscou, il s'était classé cinquième.
Aux championnats d'Europe de 1978, il avait été sacré vice-champion d'Europe sur 5 000 m en 13 min 28 s 66. La même année, il était désigné sportif suisse de l'année.
En salle, il a été sacré deux fois champions d'Europe, une fois vice-champion et remporté une médaille de bronze. De plus, il s'est classé troisième, représentant l'Europe, à la coupe du monde des nations de 1979. Il a été sacré 19 fois champion suisse et il détient encore les records nationaux du 3 000 m et du 5 000 m (en plein air comme en salle).
Markus Ryffel était aussi connu comme un roi des courses sur route. Il a ainsi signé des victoires au Grand Prix de Berne, à Morat-Fribourg et bien d'autres encore.

## Palmarès

### Jeux olympiques d'été
- Jeux olympiques d'été de 1980 à Moscou ( Union soviétique)
  - 5e sur 5 000 m
- Jeux olympiques d'été de 1984 à Los Angeles ( États-Unis)
  -  Médaille d'argent sur 5 000 m

### Championnats d'Europe d'athlétisme
- Championnats d'Europe de 1978 à Prague ( Tchécoslovaquie)
  -  Médaille d'argent sur 5 000 m

### Championnats d'Europe d'athlétisme en salle
- Championnats d'Europe d'athlétisme en salle de 1977 à Saint-Sébastien ( Espagne)
  -  Médaille de bronze sur 3 000 m
- Championnats d'Europe d'athlétisme en salle de 1978 à Milan ( Italie)
  -  Médaille d'or sur 3 000 m
- Championnats d'Europe d'athlétisme en salle de 1979 à Vienne ( Autriche)
  -  Médaille d'or sur 3 000 m
- Championnats d'Europe d'athlétisme en salle de 1984 à Göteborg ( Suède)
  -  Médaille d'argent sur 3 000 m

### Coupe du monde des nations d'athlétisme
- Coupe du monde des nations d'athlétisme de 1979 à Montréal ( Canada)
  - 2e au classement général avec l'Europe
  - 3e sur 5 000 m

## Records
- Record de Suisse du 3 000 m en 7 min 41 s 00, réalisé le 18 juillet 1979 à Lausanne
- Record de Suisse du 5 000 m en 13 min 07 s 54, réalisé le 11 août 1984 à Los Angeles
- Record de Suisse du 3 000 m en salle en 7 min 44 s 43, réalisé le 25 février 1979 à Vienne
- Record de Suisse du 5 000 m en salle en 13 min 34 s 68, réalisé le 9 février 1985 à East Rutherford

## Sources
- (de) Cet article est partiellement ou en totalité issu de l’article de Wikipédia en allemand intitulé « Markus Ryffel » (voir la liste des auteurs).